# يوري (لاعب كرة قدم مواليد 1989)
يوري (بالبرتغالية: Yuri Naves Roberto) هو لاعب كرة قدم برازيلي في مركز الوسط، ولد في 7 أكتوبر 1989 في Rio Negro, Paraná ‏ في البرازيل. لعب مع نادي بوا إيسبورت.